# Henry Grenville
Henry Grenville (ur. 1717, zm. 1784) – brytyjski dyplomata. 
Grenville urodził się w rodzinie polityków. Jeden z jego starszych braci był nosił tytuł hrabiego (earla) Temple. A jego bratanek George Grenville był kanclerzem w rządzie, którym kierował William Pitt, 1. hrabia Chatham, a potem (w latach 1763-1765) premierem.
Henry Grenville był gubernatorem Barbados od roku 1746 i brytyjskim ambasadorem w Turcji w latach 1762–1765, w czasach gdy panował w niej sułtan Mustafa III. 
Do Anglii powrócił w 1765 by zostać komisarzem ceł (Commissioner of Customs). Potem osiedlił się w Bath, gdzie zmarł w 1784. 
Mężem jego córki Louisy został Charles Stanhope, 3. hrabia Stanhope.